# Clinton R. Nixon
Clinton R. Nixon é um designer e editor de jogos de RPG independentes .

## Carreira
Ele é o designer e editor de The Shadow of Yesterday ,  Donjon ,  Paladin e outros.
Ele co-administrou o Forge com Ron Edwards ,  depois que eles trouxeram o site de volta no início de 2001 em indie-rpgs.com, e eles passaram os próximos seis anos tornando o site um sucesso.  Nixon é um defensor da publicação independente em geral e da publicação independente de jogos em particular.
Nixon trabalhou em desenvolvimento de software, incluindo programação para startups como a Lulu e liderança de uma equipe de desenvolvedores para a empresa de consultoria web Viget. Ele abriu sua própria empresa de desenvolvimento web em 2011. 